# Шляхтинцы
Шляхтинцы (укр. Шляхтинці) — село в Байковецкой сельской общине Тернопольского района Тернопольской области Украины.
Население по переписи 2001 года составляло 849 человек. Почтовый индекс — 47710. Телефонный код — 352.

## История
С 1946 по 1991 год село носило название Гнездичка.